# Paulina
Paula-Alexandra Gînju, cunoscută mai bine sub numele de scenă Paulina, este o cântăreață și compozitoare română de muzică electro-pop.
Paulina a urmat lecții de pian, de canto și de vioară, însă este tipologia de artist care se lasă ghidată de intuiție. Crescută printre casete, aproape de lăutari și oameni creativi, provine dintr-o familie de muzicanți în cadrul căreia a învățat să iubească viața prin artă. 
Ea s-a făcut cunoscută prin intermediul cântecului „Fetița ta de milioane”, care a devenit popular în 2022 pe aplicația TikTok, iar ulterior a apărut în clasamentul Billboard România.

## Discografie
Albume de studio
- Prin lume (2022)
- Săraca fată bogată (2023)
- Te iubesc, te urăsc (2024)

Single-uri
- „Multe nopți” (2021)
- „Fetița ta de milioane” (2021) — #20 în Billboard România[4]
- „Nunta ta” (2021)
- „Kalinka” (2021)
- „București” (2022)
- „Cântec de dor” (2022)
- Mare bairam (și Keed) (2023)
- Vino acasă, puișor (2023)
- Săraca fată bogată (2023)
- Haide, vino în lumea mea (2023)
- Da, eu sunt bine (2023)
- Dansează, fetița mea (2023)
- Amor, amor (și Naste din Berceni)(2023)
- Suflet de interlop (și Dl. Dani)(2023)